# Neo-uvaria
Neo-uvaria is een geslacht uit de familie Annonaceae. De soorten komen voor van Indochina tot in West- en Centraal-Maleisië.

## Soorten
- Neo-uvaria acuminatissima (Miq.) Airy Shaw
- Neo-uvaria laosensis Tagane & Soulad.
- Neo-uvaria merrillii (C.B.Rob.) Chaowasku
- Neo-uvaria parallelivenia (Boerl.) H.Okada & K.Ueda
- Neo-uvaria sparsistellata Chaowasku
- Neo-uvaria telopea Chaowasku
- Neo-uvaria viridifolia (Elmer) Chaowasku